# Francisco de Paula Capella

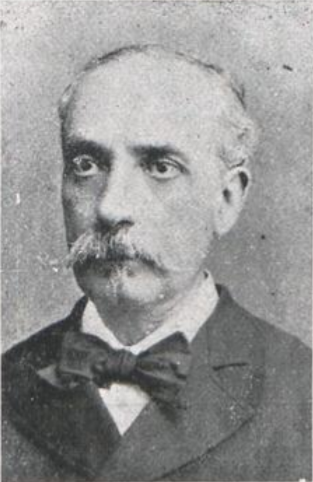
Francisco de Paula Capella.

Francisco de Paula Capella y Sabadell (Barcelona, 22 de noviembre de 1824-ibíd., 17 de enero de 1901) fue un escritor costumbrista español en lengua castellana y catalana.

## Biografía
Propietario y hacendado, escribió numerosas narraciones religiosas y populares con el objetivo de moralizar deleitando.
Colaboró en el folletín de periódicos carlistas como El Correo Catalán y El Siglo Futuro, así como en la revista católica La Hormiga de Oro. De convicciones católicas y tradicionalistas, en 1888 se adhirió al partido integrista liderado por Ramón Nocedal y escribió para el Diario Catalán, pero se separó de esta agrupación política en 1893 y se hizo catalanista, afirmando más tarde que en el carlismo había defendido exclusivamente el ideal religioso, pero no el patriótico, que había descubierto en el catalanismo.
A partir de la década de 1890 comenzó a escribir en catalán para La Veu del Montserrat y La Renaixensa con leyendas, tradiciones y narraciones costumbristas. Cultivó asimismo el teatro histórico.
José Poch Noguer lo definió en los siguientes términos:

Fué Francisco de Paula Capella el narrador cuya imaginación superó indudablemente a la del propio Víctor Balaguer, cuyo simplicismo y elegancia en el relato subyugó a toda la generación de su época, cuya inspiración, al exponer en forma novelada la historia, la leyenda, la tradición, las costumbres de Barcelona antigua, en una palabra, no ha sido entre los nuestros por nadie superada. Sus personajes son de carne y hueso, como resucitados de pretéritos tiempos y transportados por artes mágicas a nuestros días, y la visión de los lugares, el ambiente de las épocas, son tan exactos, que el lector, subyugado, se siente retrotraído a aquellas fechas en las que la nobleza catalana rompía lanzas en torneos junto a las arenas de Santa María, en que, para escarmiento de malsines y rufianes, se marcaban las espaldas y azotaba el verdugo «Boria avall».

Algunas de sus obras fueron traducidas al inglés y publicadas en 1892 bajo el título Tales and Legends of the Middle Ages.
Estuvo casado con Jacinta Miret, con la que tuvo por hijo al escritor Jacinto María Capella Miret. Fue abuelo del también escritor Jacinto Capella y Feliú.
En 1922 se le dedicó una calle en Barcelona.

## Obras
- Ormesinda. Episodio de la historia de Cataluña (1876)
- Judit de Welph (1882)
- La cartomancera: narración de un suceso verdadero (1886)
- El señorío de Vilarnau o Los últimos restos de una noble familia (1886)
- Un anillo de Zafir (1886)
- La institutriz (1886)
- Una madre como hay muchas (1888)
- No más mostrador (1889)
- El convite del diablo (1891)
- Catalina (1892)
- Leyendas y Tradiciones (1894)[11]
- Escenas de la vida íntima. El mochuelo (1896)
- La cuadra de Malvehí o El orgullo de un nombre (1897)
- La gitana de los Pirineos
- Una herencia
- La condesa Margarita
- La maza de San Benito

### En catalán
- La senyora Elena (1892)
- Lo senyor Lluch (1893)
- Judit de Welp (1894)
- La cuadra de Vilarnau (1895)
- Catalina (1896)
- L’hereu de la casa cremada (1897)
- Lo baró de Santa Julia (1899)
- La tertulia de la senyora Pepa (1899)
- Una dona com no n’hi ha gaires (1900)